# FIFA Football 2004
FIFA Football 2004 (ook wel FIFA Soccer 2004) is een op voetbal gebaseerd computerspel, ontwikkeld door EA Canada en gepubliceerd door Electronic Arts. Het spel kwam op 24 oktober 2003 op de markt in Europa. Het spel telt zeventien competities, 35 nationale teams en meer dan tienduizend spelers. Op de cover van het spel staan Alessandro Del Piero van Juventus FC, Thierry Henry van Arsenal FC en Ronaldinho in Braziliaans tenue.

## Nationale teams
In het spel zijn de volgende nationale elftallen vertegenwoordigd:
- GER
- ENG
- ARG
- AUS
- AUT
- BEL
- BRA
- BUL
- CMR
- CHN
- CRC
- CRO
- DEN
- SCO
- ESP
- USA
- FIN
- FRA
- GRE
- HUN
- IRL
- NIR
- ITA
- MEX
- NGR
- NOR
- PAR
- WAL
- POL
- POR
- CZE
- ROU
- RUS
- SLO
- SWE
- SUI
- TUN
- TUR
- URU

## Competities
Het spel kent de volgende 17 competities:
1. ENG FA Cup
2. ENG League Cup
3. FRA Coupe de France
4. FRA Coupe de la Ligue
5. GER DFB-Pokal
6. ESP Copa del Rey
7. ITA Coppa Italia
8. AUT Oostenrijkse voetbalbeker
9. BEL Beker van België
10. DEN Deense voetbalbeker
11. NED KNVB beker
12. NOR Noorse voetbalbeker
13. POR Portugese voetbalbeker
14. SCO Scottish Cup
15. SWE Zweedse voetbalbeker
16. SUI Zwitserse voetbalbeker
17. USA  BRA  ARG Kampioenschap van Amerika

## Stadions
- NED Amsterdam ArenA, Amsterdam
- ENG Anfield, Liverpool
- GER BayArena, Leverkusen
- ESP Vicente-Calderón, Madrid
- ESP Camp Nou, Barcelone
- BEL Constant Vanden Stock, Anderlecht
- ITA Stadio delle Alpi, Turijn
- FRA Félix-Bollaert, Lens
- GER AOL Arena, Hamburg
- ENG Highbury, Londen
- ESP Mestalla, Valence
- FRA Stade de Gerland, Lion
- ENG Old Trafford, Manchester
- FRA Parc des Princes, Parijs
- ITA San Siro, Milan
- ESP Santiago Bernabéu, Madrid
- ENG St James' Park, Newcastle-upon-Tyne
- FRA Stade Vélodrome, Marseille
- ENG Stamford Bridge, Londen
- GER Westfalenstadion, Dortmund

## Muziek
In het spel zijn de volgende muzieknummers te horen:
- The Dandy Warhols: "We Used to Be Friends"
- Asian Dub Foundation: "Rise To The Challenge"
- Babamania : "Wanna Rock"
- Café Tacuba: "Eo" (El Sonidero)
- The Cooper Temple Clause: "Promises, Promises"
- DJ Sensei: "Musica Grande"
- Kasabian: "L.S.F"
- Kings Of Leon: "Red Morning Light"
- Caesars: "Jerk It Out"
- Goldfrapp: "Train"
- Paul van Dyk: "Nothing But You"
- The Jam: "Town Called Malice"
- Kane: "Rain Down on Me" (Tiesto Remix)
- Radiohead: "Myxomatosis"
- Junior Senior: "Rhythm Bandits"
- The Stone Roses: "Fools gold/What the world is waiting for"
- Tosca: "Gute Laune"
- Lostprophets: "Burn Burn"
- The Raveonettes: "That Great Love Sound"
- Suburbia: "Always"
- The Clones: "Crazy Boys"
- The Individuals: "Take A Ride"
- Timo Maas: "Unite"
- Tribalistas: "Já Sei Namorar"
- Underworld: "Two Months Off"
- Vicentico: "Se Despierta La Ciudad"
- Wir sind Helden: "Guten Tag   "
- Zeca Pagodinho: "Deixa A Vida Me Levar"

## Platforms
| Jaar | Platform                                                                                |
| ---- | --------------------------------------------------------------------------------------- |
| 2003 | Microsoft Windows, PlayStation, PlayStation 2, GameCube, Xbox, Game Boy Advance, N-Gage |
| 2004 | Mobiele telefoon                                                                        |

## Ontvangst
Het spel werd positief ontvangen (door de meeste mensen):
| Beoordeeld door      | Jaar | Platform         | Score |
| -------------------- | ---- | ---------------- | ----- |
| Game Shark           | 2003 | Xbox             | 100%  |
| Game Shark           | 2003 | GameCube         | 100%  |
| GamePro (US)         | 2003 | Xbox             | 90%   |
| GameStar (Duitsland) | 2003 | Windows          | 87%   |
| N-Zone               | 2003 | GameCube         | 85%   |
| 4Players.de          | 2003 | GameCube         | 81%   |
| UOL Jogos            | 2003 | Windows          | 80%   |
| Planet Gameboy.de    | 2003 | Game Boy Advance | 78%   |
| GameDaily            | 2004 | PlayStation 2    | 70%   |
| GameSpot             | 2004 | N-Gage           | 67%   |